# Опівнічний розбійник
«Опівнічний розбійник» (англ. Midnight Robber) — науково-фантастичний роман ямайської та канадійської письменниці Нало Гопкінсон, вперше опублікований у 2000 році видавництвом Warner Aspect.

## Сюжет
Роман описує нам віддалене майбутнє, де є можливим міжпланетні польоти та мандрівки до паралельних світів. Окрім цього, інформаційна система, подібна до Інтернету, відома як «Нянька Бабуся», домінує в повсякденному житті. Ця система існує у формі Ешу, голосу розуму в голові, який надає інформацію за запитом і діє як своєрідне шосте відчуття. Використання «Няньки Бабусі» настільки поширене, що слово набуває певний релігійний зміст (головні герої, до прикладу, часто присягаються «Нянею Бабусею»). Роман розочинається з народження дитини на ім'я Тан-Тан, перед якою, одразу після її народження, розпочинає виступ ця «Нянька Бабуся».
Головним героєм книги є Тан-Тан Хабіб, семирічна дівчинка, яка разом з батьком Антоніо і матір'ю Йоне проживає в окрузі Кокпіт на колонізованій вихідцями з Карибських островів планеті Туссен (названа на честь Туссена Лувертюра). Історія розпочинається на Йонкану під час сезону Карнавалів, на якому Тан-Тан зустрічає Королів Робберів: персонажів, які одягаються як міфічна персона короля-розбійника та розповідають перебільшені, хвалькуваті байки про свої пригоди. Антоніо (сам має кохануц) виявляє, що у Йоне була інтрижка. Після того, як він вигнав її коханця й пішов  від Йони та Тан-Тана (яка збентежена через цю ситуацію, звинувачує себе зреченні від неї Антоніо), він викличе коханця своєї дружини на поєдинок за її честь під час Ж'Уверт (вуличної вечірки). Під час поєдинку Антоніо вбиває коханця отруєним лезом мачете, через що змушений втікати від Туссена; він бере з собою Тан-Тан.
Вони беруть човен-портал для переходу на Нью Галф-Вей Трі, альтернативну версію Всесвіту Туссена, яка служить місцем для вигнання засуджених. Їх зустрічає Чічибуд, дуен (один з декількох видів іншопланетян Нью Галф-Вей Трі), який веде їх до найближчого людського поселення, села Джунджу, яким керує жорстокий шериф Одноокий та його помічник Клод, який керує системою покарань (замикання в бляшаній коробці за перше правопорушення на декілька годин) та смертна кара (шляхом повішення).
Тан-Тан врешті-решт пристосується до життя на Нью Галф-Вей Трі, підростаючи знайомиться з іншими місцевими жителями, такими як діти місцевих ковалів на ім'я Майкл та Гладіс, а також Янісет, новою дружиною її батька. У Тан-Тан навіть з'явився місцевий бойфренд Мелонгед, й разом ці дві сім'ї планують переїхати на Солодкий Пон, краще поселення напівдорозі до Нью Галф-Вей Трі. Після того як Тан-Тан стає дорослішою, її батько поступово занурюється в алкоголізм та депресію, допоки не починає регулярно бити та ґвалтувати Тан-Тан.
На свій 16-й день народження Тан-Тан під час самозахисту вбиває батька, й будучи вагітною, втікає в непролазні хащі, які оточують їх невелике поселення за допомогою Чічибуда, який бере її жити серед дуенів у своєму дереві. Дуєн, занепокоєний тим, що людині дозволили потрапити в їхнє домашнє дерево і вивчити їхні таємниці, неохоче дозволяють їй жити з ними.
Тан-Тан конфліктує і не може сприйняти дуенівський спосіб життя, хоча зрештою вона подружилася з Абітефою, дочкою Чічибуда. Зрештою вона слухає і відвідує людське село, шукаючи лікаря, щоб перервати вагітність. Хоча й там вона захищає чоловіка від насилля його матері, припускаючи, а той сприймає її як Королеву-розбійницю. Згодом вона повертається в село кожної ночі в особі Королеви-розбійниці, прагнучи виправити помилки й загладити провину, яку вона відчуває за вбивство свого батька.
Її, зрештою, знайшла Джанісет, яка на машині та рушницею, побудованою Майклом та Гледіс, шукала її задля помсти за смерть Антоніо. У процесі втечі вона ненавмисно приводить Джанісет та дох її супутників до дерева Дуенів, змушуючи їх знищити переслідувачів і перейти до інших дерев. Тан-Тан та Абетіфа залишаються їх позаду себе.
Вони продовжують блукати по хащах, шукаючи місто для Тан-Тана, щоб жити в ньому, так як на неї продовжує полювання Джанісет. Тан-Тан відвідує села, в які вона потрапляє вночі під виглядом Королеви-розбійниці, прагнучи зробити добро для інших. Поки вони вдвох подорожують, Тан-Тан чує розповіді про її подвиги, як реальні, так і уявні.
Після деяких подорожей, вона прибуває в Світ-Пон. Вона зустрічається з Мелонгедом, який тут є місцевим кравцем, й обидва знову зав'язують свою дружбу. Тан-Тан розривається між бажанням залишитися з Мелонгедом і страхом перед Джанісет, але в той же час все ще відчуває провину за смерть батька та огиду до своєї ще ненародженої дитини. Зрештою вона залишається на карнавалі Світ-Поун, одягаючись у костюм Королеви-розбійниці, який вона робить для себе, доки Джанісет не приїжджає на танку, вимагаючи повернення Тан-Тан до села Джунджу та помсти. Тан-Тан, зрештою, зустрічається з нею віч-на-віч, звинувачуючи Джанісет в тому, що Антоніо ґвалтував свою доньку всі ці роки, а також визнає перед собою та Джанісетт, що вона вбила Антоніо під час самозахисту. Джанісет, осоромлен, йде геть, в той час, як Тан-Тан, звільнена від почуття власної провини повертається до хащів. Вже в хащах, у супроводі Мелонгеда та Абілефи, вона народжує дитину й приймає її, при цьому нарікає її Табмен.

## Культурні впливи
«Опівнічний розбійник» має ряд персонажів та історій з карибської та йорубської культури, включаючи Анансі, Дрі Бон, Папа Буе, Дюппі, Обеа, Ж'Увер, Тамосі (Кабо-Тано), дуенів та Ешу.
Планета, на якій народилася Тан-Тан, називається Туссен, на честь героя гаїтянської революції Туссена Лувертюра. Муніципалітет, де батько Тан-Тана був головним називався Кокпіт Каунті, на честь регіону на Ямайці. У центрі міста є статуя Мамі Вати. Місцева група бігунів-педикалів називає себе колективом Соу-Соу, що є посиланням на західно-африканську специфічну форму кредитної спілки або спільної діяльності. Сусідній кар'єр має назву Шак-Шак. Компанія, яка привезла поселенців на Туссен, мала назву Корпорацією Меррішоу, на честь Т. А. Меррішоу. Книга також посилається на святкування тижня Жонкану.
Планета, до якої вислані головні герої, називається Нью-Галф-Вей Трі, що є посиланням на квартал Галф-Вей Трі в Кінгстоні, Ямайка. Серед населених пунктів можна виділити Солодкий Пун, названий на честь десерту солодкої картоплі, та Чиггер-Байт. Одна з істот-аборигенів цієї планети була названа поселенцями «манігуючим щуром», що є карибським терміном для опосума.
Тан-Тан подружилася з дуеном на ім'я Чічибуд, відсилає нас до назви однієї з пісень Макса Ромео. Партнер Чічибут має ім'я Бента (назва інструменту). Наприкінці книги Тан-Тан називає новонароджену дитину Табмен, на честь Гаррієт Табмен.

## Відгуки
Опівнічний розбійник був номінований на премію Г'юго, а також потрапив до шорт-листа таких нагород як Неб'юла, меморіальної премії імені Тіптрі та премії «Сонячний спалах».
Г.К. Вулф похвалив «Опівнічний розбійник», охарактеризуючи його як «винахідливу суміш сільського фольклору і передових технологій» і відзначаючи характерний стль Гопкінсон, яка «нагадує нам, що більшість країн світу не говорять [про] сучасний американський середній клас,... ставить питання про високо конвенціоналізований спосіб, який НФ завжди ставиться до мови, [і] піддають сумніву гегемонію американської культури у світі НФ».
Рецензент «Локуса» Фарен Міллер високо оцінив роман, сказавши, що «Гопкінсон приймає потенційно нудний матеріал і втримає увагу читача енергійним оповіданням, яскравою красномовною прозою та формами магії, які можуть фактично бути формою НФ».